# Edith Kellman
Edith Kellman (4 de abril de 1911, Walworth, Wisconsin-11 de mayo de 2007, Walworth, Wisconsin ) fue una destacada astrónoma estadounidense conocida por su trabajo en el sistema de clasificación estelar de Yerkes, también llamado sistema MKK. 

## Educación y vida tempranas
Edith Kellman nació el 4 de abril de 1911 en Walworth, Wisconsin, de Ludvig y Ellen Levander Kellman. Kellman asistió al Wheaton College en Wheaton, Illinois.

## Carrera
Kellman trabajó en el Observatorio de Yerkes como asistente fotográfica, donde trabajó con William Morgan y Philip Keenan para desarrollar el sistema de Yerkes, un sistema influyente de clasificación estelar. Después de dejar el observatorio, enseñó matemáticas en Williams Bay High School. El sistema de clasificación MKK se introdujo en 1943 y fue utilizado por Morgan, Keenan y Kellman para mapear la estructura espiral de la Vía Láctea usando estrellas O y B. Una variación de este sistema todavía se usa hoy en la clasificación estelar.